# Цокори
Цокори (Myospalacinae) — підродина мишоподібних гризунів родини сліпакові (Spalacidae). Спочатку підродину відносили до хом'якових (Cricetidae), але молекулярно-генетичні дослідження показали, що цю групу треба віднести до сліпакових. Найдавніші скам'янілості цокорів датуються пізнім міоценом.

## Опис
Це середнього розміру гризуни (завдовжки 16-27 см). Їхнє тіло пристосоване до рийного способу життя. Вушні раковини відсутні, очі дуже маленькі, на кінчику носа є затверділа ділянка шкіри, що допомагає при ритті. Шерсть густа та коротка.

## Поширення
Цокори поширені у степовій зоні Китаю, Казахстану та Росії.

## Спосіб життя
Ведуть рийний спосіб життя. Живляться корінням. Під землею створюють складну систему ходів завдовжки 50-100 м у кілька ярусів. Ґрунт розривають лапами. Навесні народжують 3-10 дитинчат.

## Класифікація
Підродина Myospalacinae
- Рід Eospalax
  - Eospalax fontanierii
  - Eospalax rothschildi
  - Eospalax smithii
- Рід Myospalax
  - Myospalax aspalax
  - Myospalax myospalax
  - Myospalax psilurus
  - † Myospalax arvicolinus (Nehring, 1885)[1]
  - † Myospalax licenti (Teilhard de Chardin, 1926)
  - † Myospalax lyratus (Teilhard de Chardin, 1942)
  - † Myospalax truncatus (Teilhard de Chardin, 1942)
  - † Myospalax intermedius (Teilhard de Chardin & Young, 1931)
  - † Myospalax praetingi (Teilhard de Chardin, 1942)
  - † Myospalax primitivus (Liu et al., 2013)